# الإسلام في ساو تومي وبرينسيب
يبلغ عدد سكان ساو توميه وبرينسيب 181 ألف نسمة منهم 5500 مسلم أي ما نسبته 3% من مجموع عدد السكان. الغالبية العظمى والبالغة 80% تعتنق الديانة المسيحية الكاثوليكية، ويعود السبب الرئيسي لانتشار المسيحية في البلاد إلى الاستعمار البرتغالي.
لا توجد مساجد، مدارس، أو منظمات إسلامية معروفة في البلاد.